# Evita Lauri
Eva Asiain más conocida como Evita Lauri (Buenos Aires, Argentina; 18 de marzo de 1915 - íd. ¿?) fue una famosa cancionista y actriz argentina de principios de siglo XX.

## Carrera
Llevada por su amiga la cantante Rosita Quiroga, debutó con el seudónimo de Evita Lauri por LR3 Radio Belgrano a mediados de los años ’30 adquirió notoriedad cantando tangos.[cita requerida]Junto a José Bohr, Ignacio Corsini, Oscar Ugarte, el humorista Tomás Simari y Carlos Gardel, fueron alguno de los más sólidos referentes artísticos del momento.
También trabajo en otras emisoras como en LR4 Radio Municipal donde trabajo con artistas como Julia de Alba, Osvaldo Moreno, Chola Vetere, Carmen Duval, Fanny Loy y las hermanas Lidia Desmond y Violeta Desmond. En 1937 es contratada por Radio Rivadavia.
En 1938 participó en los certámenes organizados por la Revista "Caras y Caretas" y por Radio Municipal. También en ese año pasó por LR9 Radio Fénix donde fue visitada por la prestigiosa artista chilena Sara Guasch. 
En 1940, trabaja en Radio Porteña donde pasaron referentes como Mencia Lucero,  Laurita Esquivel, Antonio y Roberto Maida, Santiago Devin, Agustín Magaldi y Carlos Viván.
A su vez, hizo varias presentaciones en boites y bares del momento, en algunas giras acompañado por el guitarrista José D'Ortona. Muchos de sus tangos eran grabados bajo el sello RCA Víctor.
junto a otras cancionistas como Dorita Davis, Rosita Montemar, Rosita Quiroga, Evita Franco, Teresita Asprella e Inesita Pena, su nombre en diminutivo tuvo que ver con el cariño que la gente le profesaba y la edad de la cancionista en ese momento, adolescente que recién empezaban su carrera.
Alcanzó bastante popularidad en la década del 30 es decir en una época en que había cancionistas por doquier y todas buenas. Llegó a ser, durante un concurso, una de las cancionistas más votadas junto a  Maruja Pacheco Huergo, Ada Falcón, Fanny Loy y Aída Luz.